# Слободка (сельское поселение Никоновское)
Слобо́дка — деревня в Раменском муниципальном районе Московской области. Входит в состав сельского поселения Никоновское. Население — 11 чел. (2010).

## География
Деревня Слободка расположена в южной части Раменского района, примерно в 31 км к югу от города Раменское. Высота над уровнем моря 149 м. В 2,5 км к юго-западу от деревни протекает река Северка. Ближайший населённый пункт — деревня Митьково.

## История
В 1926 году деревня являлась центром Митьковского сельсовета Троице-Лобановской волости Бронницкого уезда Московской губернии.
До муниципальной реформы 2006 года деревня входила в состав Никоновского сельского округа Раменского района.

## Население
| 1926 | 2002 | 2010 |
| ---- | ---- | ---- |
| 176  | ↘0   | ↗11  |

В 1926 году в деревне проживало 176 человек (65 мужчин, 111 женщин), насчитывалось 38 крестьянских хозяйств. По переписи 2002 года постоянное население в деревне отсутствовало.